# BIBSYS
BIBSYS – katalog centralny dwóch norweskich bibliotek uniwersyteckich, przekształcony w organizację non-profit, która skupia norweskie biblioteki uniwersyteckie i naukowe wraz z Biblioteką Narodową.

## Historia
System powstał w 1972 roku na potrzeby dwóch bibliotek uniwersyteckich w Trondheim oraz Centrum Obliczeniowego. Pierwsza część systemu zawierająca moduł wprowadzania danych i szukania została uruchomiona w 1976 roku. Mógł z niej korzystać tylko jeden użytkownik dlatego biblioteki dzieliły się dostępem korzystając przez dwa dni w tygodniu i pół dnia w piątek. W kolejnych latach wprowadzano nowe moduły:
- w 1980 roku katalogowanie
- w 1983 moduł wypożyczeń i OPAC
- w 1994 roku moduł kontroli szeregowej

W 1984/5 podjęto decyzję o użyciu na potrzeby BIBSYS bazy danych ADABAS i języka NATURAL niemieckiej firmy Software AG. Od 1989 roku działał system BIBSYS II, który używał komputera IBM, a jednocześnie mogło z niego korzystać 80 osób. W 1996 roku bez większych zmian przeniesiono cały system na platformę UNIX i komputery IBM-6000. Od 1997 roku działał BIBSYS III, który posiadał 2 serwery baz danych i 3 komputery dla klienta mogący obsługiwać równocześnie 1200 użytkowników. Od 2008 roku planowano zmianę używanego systemu. Początkowo miał to być OCLC, ale w 2012 roku wybrano Ex Libris i w marcu 2013 wprowadzono Primo i Almę. Równocześnie przekonwertowano dane z MARC do MARC 21. W 2015 roku w Almie pracowały 104 biblioteki.

## Organizacja
Ważnym elementem BIBSYS jest system wypożyczeń międzybibliotecznych. BIBSYS działa jako organizacja non profit, a koszty utrzymania systemu są rozdzielane pomiędzy biblioteki proporcjonalnie do ich wielkości, bez kontroli użycia danych przez daną bibliotekę.
Główna siedziba mieści się w Trondheim, ale spośród ponad 30 osób zatrudnionych kilka pracuje w Bergen i Oslo.

## Usługi
- Alma : system biblioteczny[3]
- Oria: usługa wyszukiwania[4]
- Brage: archiwum instytucji[5]
- DOI: identyfikator pomagający wyszukiwać i cytować prace innych naukowców[6]
- DLR: cyfrowy zasób edukacyjny[7]
- MOOC platformy i portal z wirtualnymi kursami[8]
- Bird: usługa przechowywania danych badawczych w całym procesie badawczym[9]